# Las Cruces (Chili)
Pour les articles homonymes, voir Las Cruces.
Las Cruces est une localité chilienne appartenant administrativement à la commune d'El Tabo, province de San Antonio, région de Valparaíso et correspondant à la circonscription 7 du service électoral. 
Elle est située à 7 km au sud de la ville d'El Tabo, à 8 km au nord de Carthagène et à 15 km au nord du port de San Antonio. Elle compte 2 781 habitants. La municipalité d'El Tabo a son siège à Las Cruces Norte.

## Histoire
Les cultures Bato, Llolleo et Aconcagua, selon les recherches menées depuis 1895, ont laissé des céramiques, des coquillages (Playas Blancas) et des cimetières (secteur Bomberos), tant dans la zone de la lagune El Peral que dans le secteur sud de la station.
Le territoire qui fait désormais partie de Las Cruces était autrefois habité par différents groupes indigènes de langue mapuche. À l'arrivée des premiers Espagnols et Créoles, ces terres appartenaient aux Indiens Guachunde (Huachunde) ou Guachún, ce qui signifiait qu'il s'agissait d'un groupe « venant des hauts plateaux » (au sud de Melipilla). Les Mapuches sont les premiers à s'installer dans la région.
L'avocat et magistrat José Toribio Marín Briones se voit donner son nom à la station balnéaire de Las Cruces. À la fin du XIXe siècle, il a construit la maison qui allait être appelée Villa María Luisa, en l'honneur de sa femme María Luisa Mujica Marín, et plus tard son frère Rodolfo et son fils Osvaldo Marín Mujica ont également construit la leur, donnant ainsi naissance de ce qui est appelé le « Barrio Vaticano »,.